# Reggenza di Asmat
La Reggenza di Merauke (o di Asmat, in indonesiano: Kabupaten Asmat) è una reggenza dell'Indonesia, situata nella provincia di Papua meridionale.
Confina a sudovest con il Mar degli Alfuri, ad est e sudest con la Reggenza di Mappi, a nord con la provincia di Papua Pegunungan e a nordovest con la provincia di  Papua centrale. Essa fu ricavata dalla Reggenza di Merauke (della quale aveva fatto parte) il 12 novembre 2002.
La Reggenza di Asmat consiste in un'area di 31 983,44 km², e al censimento del 2010 aveva una popolazione di 76 577, 88 373 al censimento intermedio del 2015, 110 105 a quello del 2020, mentre la stima ufficiale a metà 2022 era di 113 524, in gran parte del gruppo etnico Asmat. Il centro amministrativo della reggenza è la città di Agats.
Un'epidemia di morbillo e una carestia uccisero almeno 72 persone nella reggenza di Asmat all'inizio del 2018, durante la quale 652 bambini si ammalarono di morbillo e 223 soffrivano di malnutrizione.